# Marcelino Martínez
Marcelino Martínez Cao, často zvaný pouze Marcelino (* 29. duben 1940, Ares) je bývalý španělský fotbalista. Nastupoval především na postu útočníka.
Se španělskou reprezentací vyhrál mistrovství Evropy roku 1964. Hrál též na mistrovství světa 1966. V národním týmu působil v letech 1961–1967 a nastoupil ve 14 zápasech, v nichž dal 4 góly.
Celou prvoligovou kariéru (1959–1970) strávil v jediném klubu, Realu Zaragoza. V sezóně 1963/64 s ním vyhrál Veletržní pohár, ve finálovém zápase proti Valencii dokonce vstřelil rozhodující gól. Dvakrát se Zaragozou získal španělský pohár (1963/64, 1965/66). V lize s ní dosáhl nejvýše na 3. místo v sezónách 1960/61 a 1964/65.